# Scott Kalvert
Scott Kalvert, né le 15 août 1964 à New York et mort le 5 mars 2014 à Los Angeles, est un réalisateur américain, célèbre pour le film Basketball Diaries avec Leonardo DiCaprio.

## Biographie
Kalvert a réalisé deux longs-métrages : en 1996, Basketball Diaries avec Leonardo DiCaprio et Mark Wahlberg puis, en 2002, Les Voyous de Brooklyn (Deuces Wild) avec Brad Renfro, Stephen Dorff ou encore Matt Dillon.
Il fut également réalisateur de clips musicaux, collaborant avec Cyndi Lauper, Snoop Dogg, DJ Jazzy Jeff and The Fresh Prince, Bobby Brown, Taylor Dayne, Deep Blue Something, Billy Ocean, Marky Mark and the Funky Bunch, LL Cool J, Samantha Fox, Eric B. & Rakim et Salt-N-Pepa. 
Il est retrouvé mort à son domicile de Woodland Hills, à Los Angeles, en 2014. La piste du suicide est privilégiée. Il laisse une femme et deux enfants.